# 台湾建国聯盟
台湾建国聯盟（たいわんけんこくれんめい、繁体字中国語: 台灣建國聯盟、英語: Taiwan Jianguo Union）は2005年12月10日に結成された中華民国で116番目に承認された政党。略称は台建、またはTJU。

## 概要
主席は呉清、副主席は李政憲、秘書長は李藤崎。
台湾建国聯盟は台湾海峡両岸の中華民国と中華人民共和国の対立に関して、そのどちらにも属さない台湾は対立と無関係であるという概念を主軸に、台湾の独立建国の必要性を主張している。2006年1月27日、行政院に対し敬老福利生活補助として每月13,500新台幣（日本円で約5万円弱）の支給を陳情している。
党名は台湾独立建国連盟と類似しており混同される場合も多いが、両者は完全に無関係である。